# Sheriff Hutton

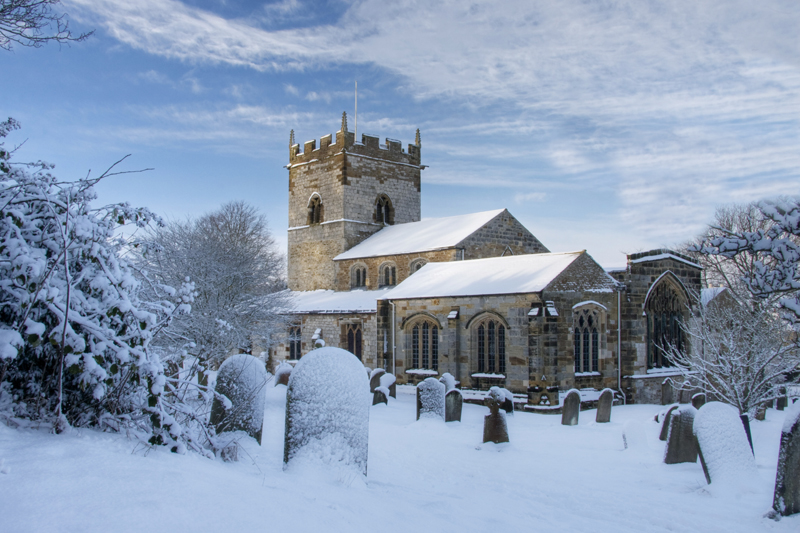
L'église paroissiale.

Sheriff Hutton est un village et une paroisse civile du Yorkshire du Nord, en Angleterre. Il est situé à une quinzaine de kilomètres au nord-est de la ville d'York. Au moment du recensement de 2001, il comptait 1 038 habitants.
Il abrite notamment une église du XIIe siècle, dédiée à sainte Hélène (monument classé de Grade I) et un château en ruines du XIVe siècle (monument classé de Grade II*).